# Tam Phước, Châu Thành (Bến Tre)
Tam Phước là một xã thuộc huyện Châu Thành, tỉnh Bến Tre, Việt Nam.

## Địa lý
Xã Tam Phước có vị trí địa lý:
- Phía đông giáp xã Hữu Định và xã Phước Thạnh
- Phía tây giáp xã Tường Đa
- Phía nam giáp thành phố Bến Tre
- Phía bắc giáp thị trấn Châu Thành và các xã An Khánh, Phú An Hòa với ranh giới là sông Ba Lai.

Xã Tam Phước có diện tích 11,22 km², dân số năm 2020 là 10.330 người, mật độ dân số đạt 921 người/km².

## Hành chính
Xã Tam Phước được chia thành 6 ấp: Phước Hậu, Phước Hựu, Phước Tân, Phước Thành, Phước Thạnh, Thạnh Hựu.